# Калаканский хребет
Калака́нский хребе́т — горный хребет на севере Забайкальского края России, в левобережье реки Калакан.
Хребет имеет субширотное и северо-восточное направление; на западе начинается от правобережья нижнего течения реки Тундак; на северо-востоке продолжается до долины реки Ленгер. В указанных границах протяжённость хребта составляет около 200 км; ширина — от 25 до 50 км. Преобладающие высоты составляют 1200—1300 м, максимальная — 1688 м.
Хребет сложен преимущественно породами позднеархейского и протерозойского возраста, прорванными местами телами позднепалеозойских гранитоидов. В рельефе преобладают среднегорья, расчленённые долинами рек. В приводораздельной части хребта сохранились фрагменты древней поверхности выравнивания, гольцовые террасы. По склонам хребта встречаются курумы и скальные выступы. Основные типы ландшафта — горная тайга и предгольцовое редколесье.

## Топографические карты
- Лист карты N-50-VI. Масштаб: 1 : 200 000. Указать дату выпуска/состояния местности.
- Лист карты N-50-V. Масштаб: 1 : 200 000. Указать дату выпуска/состояния местности.